# Chronologie de l'ouragan Rita
 (février 2025).
Si vous disposez d'ouvrages ou d'articles de référence ou si vous connaissez des sites web de qualité traitant du thème abordé ici, merci de compléter l'article en donnant les références utiles à sa vérifiabilité et en les liant à la section « Notes et références ».
Cet article traite de la chronologie détaillée relative au passage de l’ouragan Rita en septembre 2005.

## Chronologie détaillée de l'ouraganRita
- Pour limiter les confusions, les heures indiquées ici sont françaises (CEST = UTC+2) ;
- l'heure locale en Louisiane et au Mississippi est l'heure d'été centrale américaine (CDT) = UTC-5 ;
- l'heure locale sur la côte atlantique et en Floride est l'heure d'été de l'Est américaine (EDT) = UTC-4.

### Jeudi 22 septembre 2005
- 10 h : à Londres, les prix du pétrole continuent de remonter sous la menace de l'ouragan Rita, qui atteint une puissance égale à Katrina et se dirige droit sur les installations pétrolières du Golfe du Mexique.
- 10 h 55 : Rita, monstrueux cyclone de force 5, la plus élevée, poursuit sa route vers les côtes du Texas, qu'il devrait toucher dans la nuit de vendredi à samedi.
- 12 h 15 : l'Agence internationale de l'énergie pourrait décider dans l'urgence de débloquer des ressources de pétrole si une rupture d'approvisionnement se produisait après le passage de Rita, déclare Claude Mandil, directeur de l'Agence.
- 15 h 20 : le cyclone Rita, qui devrait frapper les côtes texanes dans la nuit de vendredi ou samedi matin tôt, peut être catastrophique, avertit le Centre national des ouragans (NHC).
- 16 h 50 : les groupes chimiques allemands Bayer, BASF et Lanxess annoncent la fermeture par précaution de la quasi-totalité de leurs usines dans l'État du Texas.
- 17 h 30 : le gouverneur de Louisiane, Kathleen Blanco demande aux résidents des zones côtières de son État de partir vers le nord.
- 17 h 40 : une étude de la banque canadienne TD (Toronto Dominion) affirme que le cours du pétrole brut redescendra vraisemblablement autour de 45 dollars US le baril vers le début 2007.
- 18 h 5 : George W. Bush déclare que les États-Unis, « à tous les niveaux du gouvernement, se préparent au pire » avec l'arrivée du cyclone Rita[1].
- 19 h 15 : la compagnie aérienne allemande Lufthansa annonce l'annulation de ses vols à destination de Houston au Texas, menacé par le cyclone Rita[réf. nécessaire].
- 19 h 30 : le chimiste français Rhodia va fermer ses trois sites dans le sud des États-Unis, au Texas.
- 19 h 45 : le cyclone Rita réduit sa puissance et est rétrogradé en catégorie 4 sur l'échelle de Saffir-Simpson qui en compte 5, annonce le Centre National des Ouragans.
- 19 h 50 : les autorités militaires américaines dépêchent des hélicoptères et des équipes de spécialistes en communication au Texas, indique un porte-parole du Pentagone.
- 21 h 30 : l'île de Galveston, au Texas, est évacuée[2] jusqu'à 90 %[3].
- 22 h 25 : le département d'État américain conseille aux étrangers qui se trouveraient dans la région de Houston, au Texas, de contacter leurs ambassades.
- 22 h 40 : toute la côte américaine du golfe du Mexique doit être en alerte à l'approche de Rita, avertit le directeur par intérim de l'Agence fédérale des situations d'urgence (FEMA).
- 22 h 45 : le géant pétrolier américain ExxonMobil annonce avoir suspendu ses opérations dans ses installations qui se trouvent dans la trajectoire supposée de Rita, sur les côtes du golfe du Mexique.
- 22 h 45 : le gouverneur du Texas, Rick Perry demande à George W. Bush de déployer 10 000 soldats dans l'État pour aider aux opérations de secours après le passage du cyclone Rita.
- 23 h 15 : le cyclone Rita, de catégorie 4, menace 27,5 % de la capacité américaine de raffinage, avertit l'Institut américain du pétrole (API).

### Vendredi 23 septembre 2005
- 0 h 10 : les compagnies aériennes américaines Continental Airlines et Southwest Airlines annoncent la suspension de leurs vols au départ et à destination de Houston, au Texas, à partir de vendredi après-midi jusqu'à dimanche matin.
- 0 h 50 : les premières fortes averses causées par les franges du cyclone Rita ont commencé à s'abattre jeudi après-midi à La Nouvelle-Orléans.
- 2 h 35 : le cyclone Rita a fait une première victime indirecte au Texas après la mort par épuisement d'une femme âgée coincée dans un embouteillage.
- 3 h 40 : le Centre national des ouragans invite les habitants et les autorités de la côte du golfe du Mexique à accélérer les opérations, dans un communiqué.
- 10 h 35 : les prix du pétrole se replient après la requalification de Rita en cyclone de force 4 dans le golfe du Mexique et sa légère déviation à l'est, qui pourrait lui permettre d'éviter les importantes raffineries du Texas.
- 14 h 50 : un autobus transportant des évacués prend feu près de Dallas, au Texas, tuant 15 personnes, rapportent les télévisions locales.
- 15 h : le nombre de morts dans l'incendie d'un autobus transportant des évacués fuyant l'arrivée de Rita près de Dallas, au Texas, s'élève à 20, rapportent les chaînes de télévision locales.
- 15 h 30 : environ un million de personnes ont quitté la ville de Houston (Texas) et son agglomération pour fuir la prochaine arrivée du cyclone Rita dont 15 000 qui ont été évacuées par les autorités, annonce la mairie de la ville.
- 15 h 30 : les autorités françaises appellent les Français se trouvant dans les régions du sud des États-Unis menacées par le cyclone Rita à se signaler auprès de l'ambassade de France à Washington.
- 16 h : le ministère des Affaires étrangères français appelle les ressortissants français résidant dans le secteur du sud des États-Unis concerné par l'ouragan Rita à quitter cette zone.
- 16 h 30 : le président George W. Bush exprime sa tristesse après l'incendie d'un bus d'évacuation près de Dallas, au Texas, qui a coûté la vie à au moins 20 personnes.
- 16 h 40 : le pétrole brut ouvre en baisse à New York, à mesure que le cyclone Rita faiblit et dévie sa course vers l'est, même s'il reste une menace pour les installations pétrolières du golfe du Mexique.
- 16 h 45 : un quartier de La Nouvelle-Orléans, le Ninth Ward (le neuvième arrondissement), situé à l'est du Quartier français (Vieux carré), est de nouveau inondé, de l'eau ayant submergé une digue, annonce un porte-parole du Corps des ingénieurs de l'armée de terre américaine.
- 16 h 50 : le maire de Houston, Bill White, demande aux habitants qui n'ont pas encore quitté la ville, de chercher à s'abriter en estimant qu'il est désormais trop tard pour partir, avant l'arrivée prévue du cyclone Rita.
- 17 h 50 : le pétrole accentue sa baisse en début de séance à New York, alors que le cyclone Rita faiblit légèrement selon les dernières informations du Centre national des ouragans (NHC).
- 17 h 55 : le cyclone Rita s'est légèrement affaibli mais les météorologues le considèrent toujours comme un cyclone dangereux et majeur quand il frappera tôt samedi la côte américaine, selon le Centre national des ouragans (NHC).
- 21 h 30 : descendu en catégorie 3, il a encore des vents de 200 km/h (sources NHC).

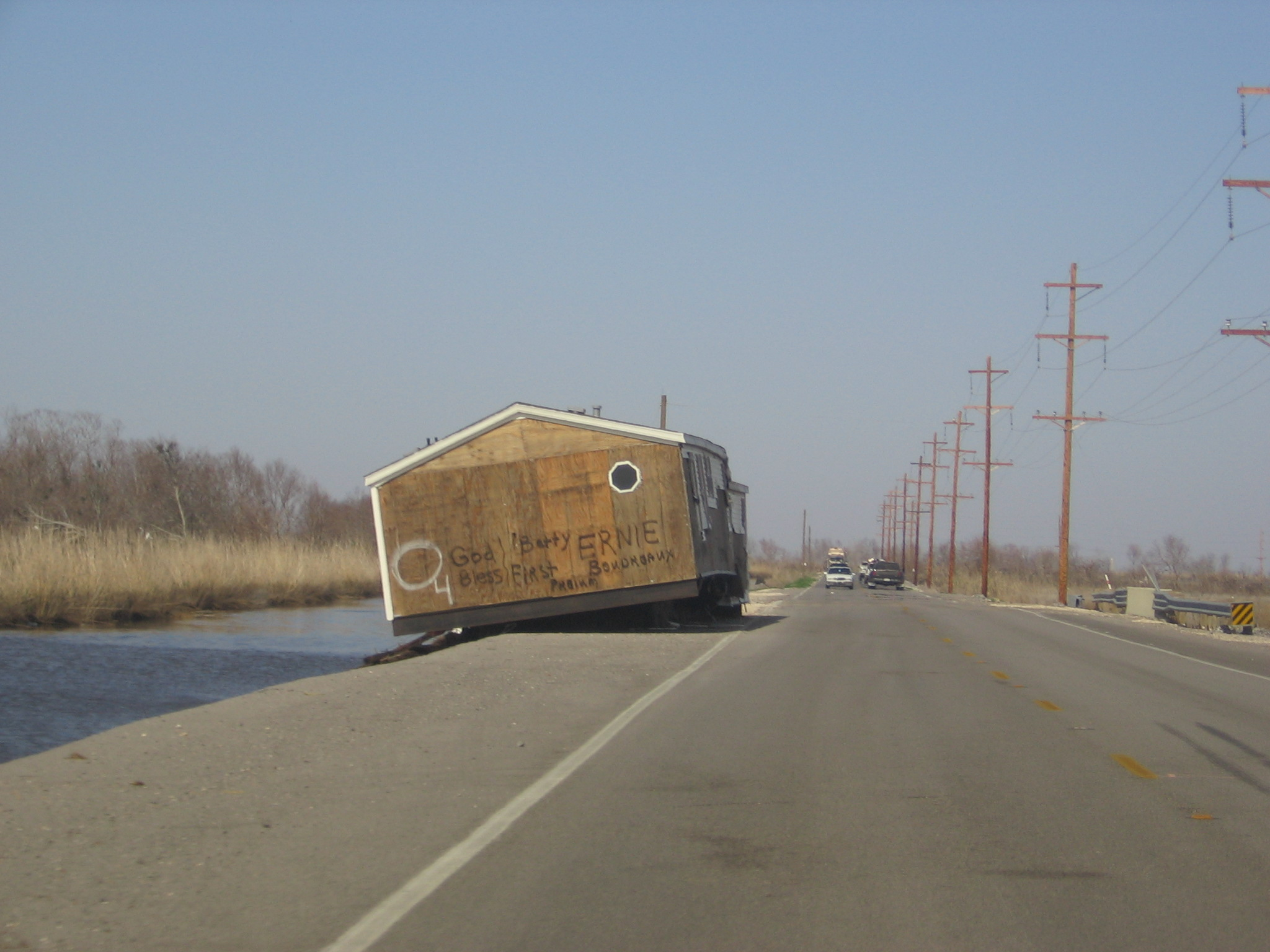
Une remorque déplacée sur la route à Cameron en Louisiane près de Lake Charles.

### Samedi 24 septembre 2005
- 4 h 30 : George W. Bush renonce à se rendre au Texas pour suivre les mesures prises à l'approche du cyclone Rita, préférant se rendre directement dans une base du Colorado, d'où est coordonnée l'intervention des militaires.
- 5 h 15 : des pluies diluviennes accompagnées de bourrasques s'abattent sur la côte sud du Texas plusieurs heures avant l'arrivée sur la terre, prévue à l'aube, du cyclone Rita.
- 5 h 50 : le Centre national des ouragans (NHC) basé à Miami prévient que le cyclone Rita se trouvait à seulement 90 km de la côte américaine à 3 h UTC.
- 7 h 25 : le Centre national des ouragans annonce qu'à 5 h UTC le cyclone Rita se trouvait à 65 km de la côte américaine et doit toucher terre dans les heures à venir.
- 8 h 15 : la périphérie de l'œil du cyclone frappe la côte sud des États-Unis entre le Texas et la Louisiane indique le Centre National des Ouragans (NHC).
- 9 h 35 : l'œil du cyclone Rita atteint la côte américaine, selon le NHC.
- 10 h 30 : Rita aborde le continent avec des vents à 200 km/h, selon le NHC. L'œil du cyclone se trouve à l'est de la ville côtière de Sabine Pass à la frontière du Texas et de la Louisiane, d'après les mêmes sources. L'ouragan dérive vers le nord à environ 20 km/h. Les météorologues prévoient plus de 60 cm de précipitations.
- 11 h 35 : le cyclone Rita poursuit sa route à l'intérieur du sud des États-Unis et se déplace en direction du nord-ouest à la vitesse de 19 km/h. Il devrait s'orienter progressivement vers le nord, indique le NHC.
- 12 h 40 : le secrétaire américain à la Santé, Michael Leavitt, déclare l'état d'urgence au Texas et en Louisiane.
- 13 h 40 : le passage de Rita au sud-est de la ville de Houston au Texas a privé ce matin 500 000 personnes de courant dans la métropole texane, où aucune victime directe n'était à déplorer peu après 6 h, heure locale (11 h UTC), selon le maire Franck Michel.
- 13 h 55 : le cyclone Rita s'est affaibli en pénétrant à l'intérieur des terres au-dessus du Texas, passant à la catégorie 2 sur l'échelle de Saffir-Simpson qui en compte cinq, selon le Centre national des ouragans(NHC).
- 14 h 45 : plusieurs immeubles du quartier historique de Galveston, une île située à quelque 70 km au sud de Houston au Texas ont pris feu, d'après des sources journalistiques.
- 15 h 20 : le maire de Houston, Bill White fait savoir que sa ville tient le coup face aux assauts du cyclone Rita. En revanche il fait part de sa colère devant les difficultés d'approvisionnement en essence ayant entravé les évacuations avant l'ouragan.
- 16 h 40 : le président George W. Bush doit se rendre au Texas, d'abord à Austin, la capitale, puis à San Antonio, dans l'ouest, où il passera la nuit.
- 17 h : Rita diminue rapidement d'intensité avec des vents de 120 km/h, rétrogradant à la catégorie 1, mais reste accompagné de pluies torrentielles.
- 18 h : « on peut déjà dire que les dégâts provoqués par Rita sont beaucoup moins importants que ceux de Katrina », a assuré Robert Hartwig, chef économiste de l'Institut d'information sur les assurances.
- 18 h 30 : le cyclone Rita devrait coûter « entre 2,5 et 5 milliards de dollars » aux assureurs, selon les estimations du groupe de prévision des risques AIR Worldwide. Le cabinet avait estimé entre 17 et 25 milliards de dollars les dégâts liés à Katrina.
- 20 h 50 : le directeur de l'Agence fédérale des situations d'urgence (FEMA), David Paulison, annonce que le cyclone Rita n'a pas fait de mort.
- 20 h 55 : le ministère américain de l'Énergie est prudemment optimiste que le cyclone Rita ne provoquera que des perturbations minimes dans l'approvisionnement en pétrole.

### Dimanche 25 septembre 2005
- 0 h : le maire de La Nouvelle-Orléans, Ray Nagin annonce qu'il espère autoriser le retour progressif des habitants dans les quartiers les moins touchés par les cyclones Katrina et Rita dès lundi.
- 12 h 45 : le pape Benoît XVI prie pour les personnes touchées par l'ouragan Rita[4].
- 20 h : une seule victime directe de l'ouragan est pour l'instant à déplorer. Un million trois cent mille abonnés dans quatre États du Sud des États-Unis n'ont plus d'électricité.